# Ейми Уайнхаус: Завръщане в черно
„Ейми Уайнхаус: Завръщане в черно“ (на английски: Back to Black) е британско-американска биографична драма от 2024 г. за живота на английската певица Ейми Уайнхаус, изиграна от Мариса Абела. Режисьор е Сам Тейлър-Джонсън, сценарият е на Мат Грийнхал, и участват Джак О'Конъл, Еди Марсан и Лесли Манвил.
Филмът излиза премиерно в Австралия от „СтудиоКанал“ на 11 април 2024 г., Великобритания на 12 април, и в Съединените щати от „Фокус Фийчърс“ на 17 май 2024 г. Филмът получава смесени отзиви и печели 51 млн. долара в световен мащаб.

## Актьорски състав
- Мариса Абела – Ейми Уайнхаус
- Джак О'Конъл – Блейк Фийлдър-Сивил
- Eди Марсан – Мич Уайнхаус
- Лесли Манвил – Синтия Уайнхаус
- Джулиет Коуън – Джанис Уайнхаус
- Сам Бюканън – Ник Шимански
- Пийт Лий-Уилсън – Парфюмът Пийт
- Телма Руби – пралелята Рене
- Матилда Торп – леля Мелъди
- Райън О'Дохърти – Крис Тейлър
- Спайк Фърн – Тайлър Джеймс
- Харли Бърд – Джулиет Ашби
- Франческа Хенри – Шантрел Дюсет
- Лив Лонгборн – Катриона Гурлей
- Bronson Webb – дилърът Джоуи
- Ансу Кабия – Рей Косбърт
- Милтъс Йеролему – Джими

## В България
В България филмът излиза по кината на 12 април 2024 г., разпространен от „Форум Филм България“.